# Alekszej Viktorovics Tyimkin
Alekszej Viktorovics Tyimkin (oroszul: Алексей Викторович Тимкин) (Szovjetunió, Jaroszlav, 1979. április 21. –) orosz jégkorongozó.

## Karrier
Komolyabb junior karrierjét az orosz harmadosztályban kezdte 1996-ban de még ebben a szezonban három mérkőzésre felhívták az elsőosztályba. 1997–1999 között a másodosztályban játszott és több csapatban is megfordult. Az 1997-es NHL Drafton a Dallas Stars választotta ki a hatodik kör 160. helyén. A National Hockey League-ben sosem játszott. 1999–2001 között a harmadosztály játékosa volt. Utána két idény eggyel feljebb majd a fehérorosz ligába igazolt de hamar visszatért az orosz másodosztályba. 2003–2004-ben két mérkőzést játszott a kazah ligában is. Végül 2003–2008 között csak az orosz másodosztályban játszott váltogatva a csapatokat. 2008 és 2009 között játszott még a francia harmadosztályban, ahol bajnok és gólkirály lett. Ezután 2009-ben visszavonult.